# M992
Le M992 ("M992 Field Artillery Ammunition Support Vehicle" (FAASV)) est un tracteur d'artillerie et de logistique en munitions pour le canon automoteur M109 et dérivé de celui-ci pour son châssis mais sans tourelle, légèrement plus ample en volume.

## Historique
En 1979, l'United States Army effectue des essais de trois prototypes de véhicules blindés chenillés de réapprovisionnement en munitions afin de remplacer la chenillette M548, qui n'était pas blindée, basée sur le châssis du M113. 
Deux d'entre eux étaient construits à partir du châssis du M109, qui avait déjà fait ses preuves. L'un est construit par Bowen-McLaughlin-York (entreprise absorbée en 1994 dans United Defense (en) qui sera elle-même rachetée en 2005 par BAE Systems Land & Armaments (en), une filiale de BAE Systems), et l'autre par AAI/Huma Engineering Laboratory (un laboratoire de l'US Army). Le dernier prototype, à partir du châssis M548, est fabriqué par FMC Corporation. 
Après une série prolongée d'essais, le châssis du M109 fut préféré à celui du M548 pour plusieurs raisons, dont sa normalisation avec l'obusier autopropulsé M109 qu'il aurait à appuyer sur le champ de bataille. Cela offrait un grand nombre d'avantages à l'US Army, dont un entraînement simplifié et une logistique de maintenance facilitée. Après les essais effectués sur des prototypes appelés XM992, ce dernier modèle fut accepté pour entrer au service de l'US Army. Il fut désigné sous l'appellation « véhicule tactique de ravitaillement en munitions sur le front M992 » (Field Artillery Ammunition Support Vehicle, FAASV). La première commande de production du M992 fut passée avec les fonds de l'année budgétaire 1983, et les premiers véhicules de la production furent achevés en 1984. Avant la fin de cette année, 38 véhicules étaient déjà construits, et 185 devaient suivre en 1985. Environ 1 500 furent fournis à l'US Army.

## Description
Il est surnommé « CAT » (Carrier, Ammunition, Tracked). La structure du M999A permet de stocker 93 obus et charges propulsives : 90 coups conventionnels en deux racks latéraux et 3 obus M712 Copperhead (en) à guidage terminal ainsi que 104 fusées. 
Il peut aussi être transformé en véhicule de soutien à l'obusier autopropulsé M110A2 de 203 mm, auquel cas il transporte 43 projectiles, 53 charges propulsives et 56 fusées.
La version K66 produite sous licence en Corée du Sud a une capacité d'emport de 110 obus de 155 mm.
Le toit peut être soulevé pour insérer la munition par un bras articulé. L'engin est équipé d'un système anti-incendie et d'un tapis roulant pour la transmission des obus vers la pièce.
À la fin des années 2010, la version M992A3 est conçue par BAE Systems pour soutenir le M109A7 basée sur le châssis du Bradley Fighting Vehicle. Construit sur la même base, plus massive, elle ne ressemble pas extérieurement à ses prédécesseurs et a une capacité d'emport de 95 obus de 155 mm.

## Opérateurs
- États-Unis Une batterie d'artillerie compte 6 pièces M109 et 6 ravitailleurs M992[2].
- Brésil - 40 (ex-U.S. Army)
- Chili
- Égypte - 275
- Liban
- Espagne[5]
- Corée du Sud - K66, version sous licence fabriquée en Corée du Sud
- Maroc - 85 en 2016[6]
- Taïwan
- Thaïlande
- Grèce

## Galerie

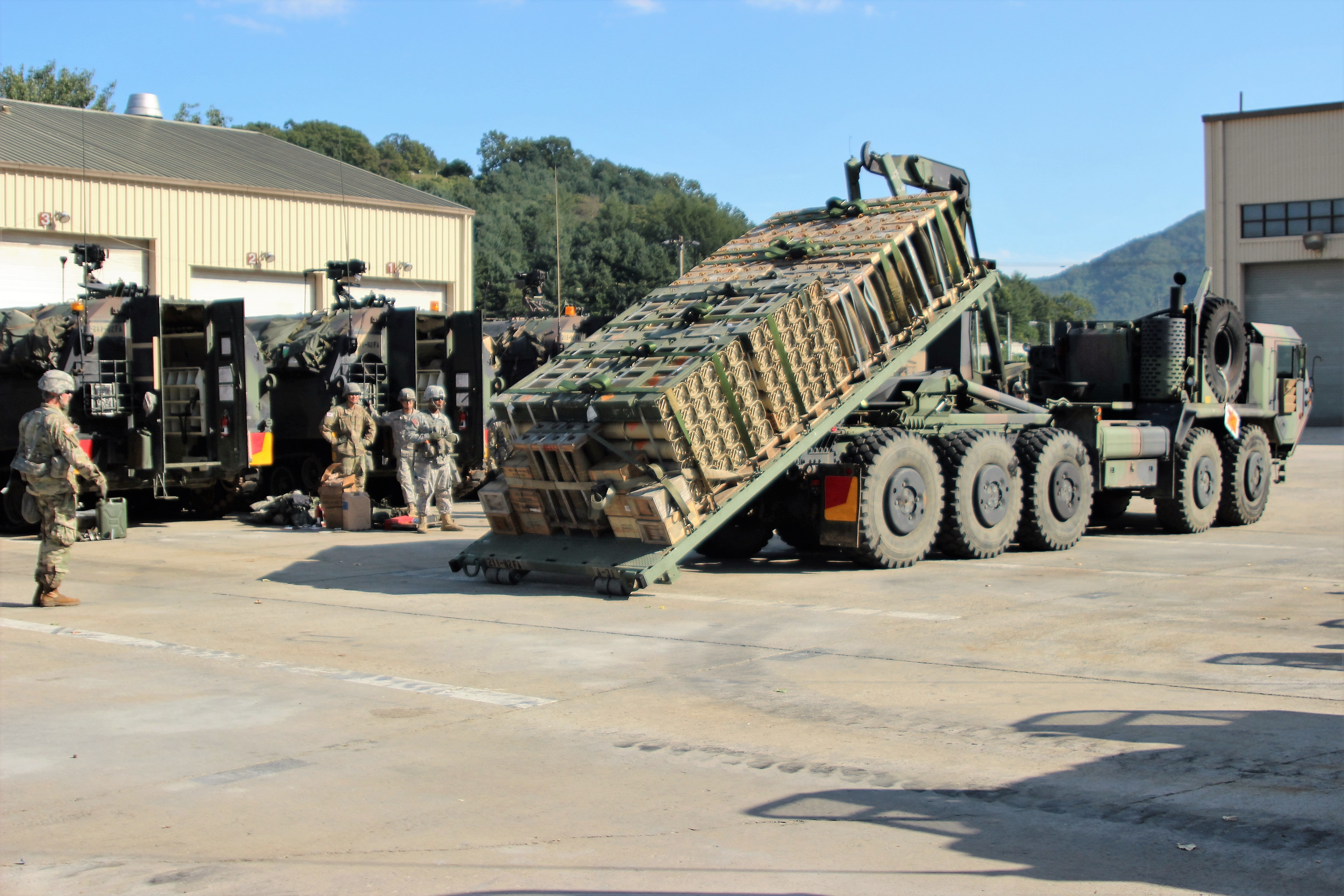
Palette d'obus descendue d'un Heavy Expanded Mobility Tactical Truck devant des M992
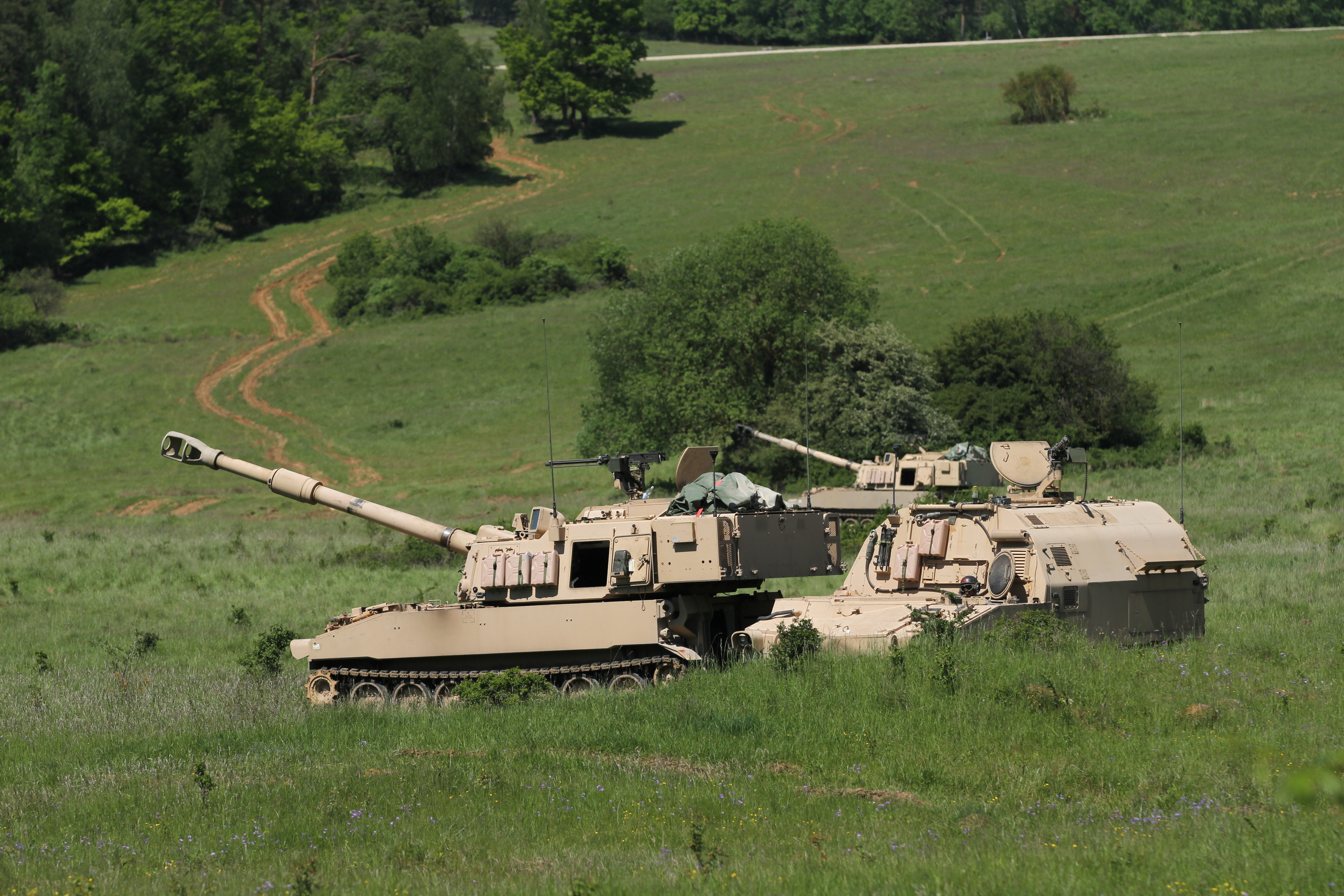
A gauche le canon automoteur M109, à droite le tracteur d'artillerie et de logistique en munitions
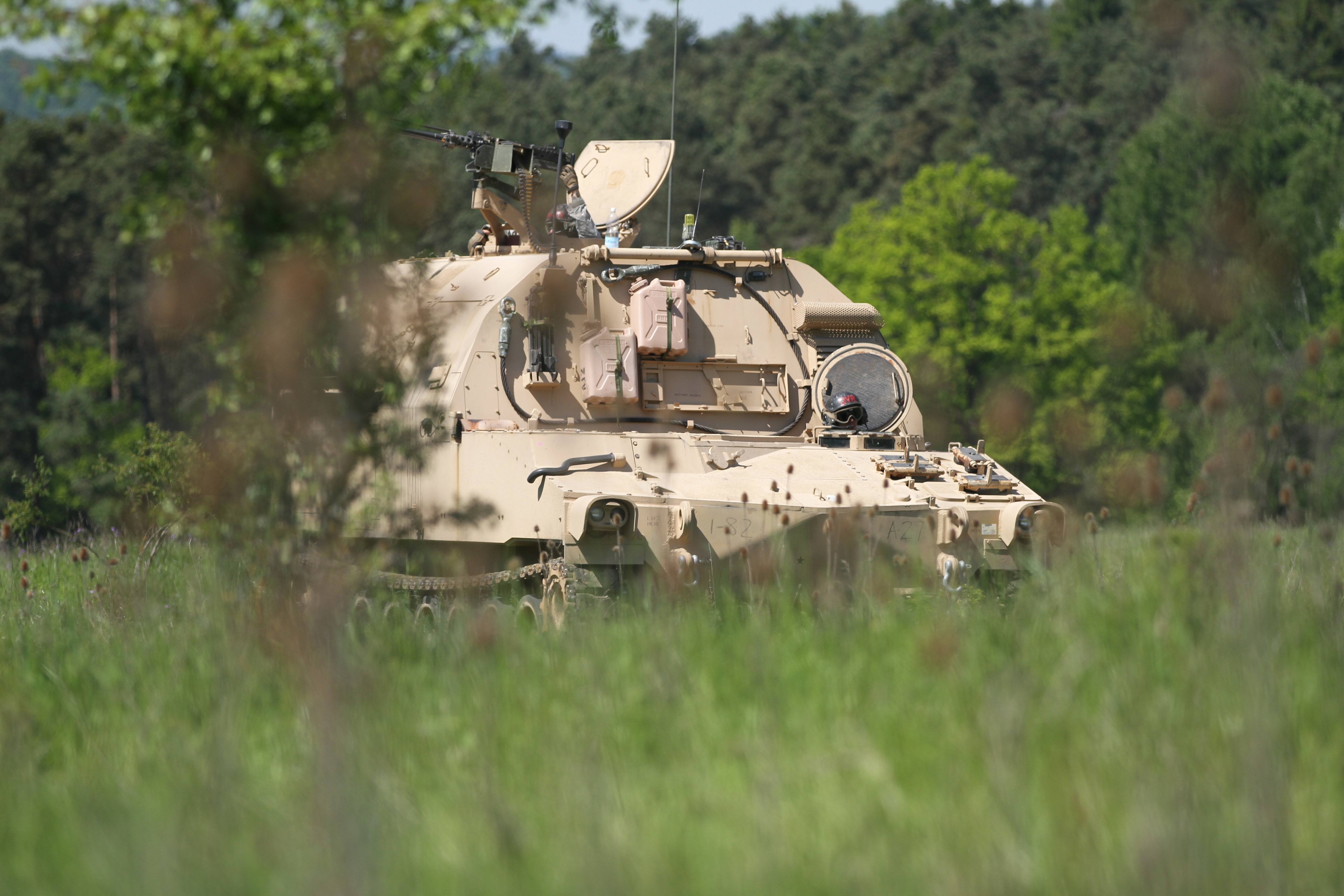
Un M992A2 en manœuvre en Allemagne en 2017.
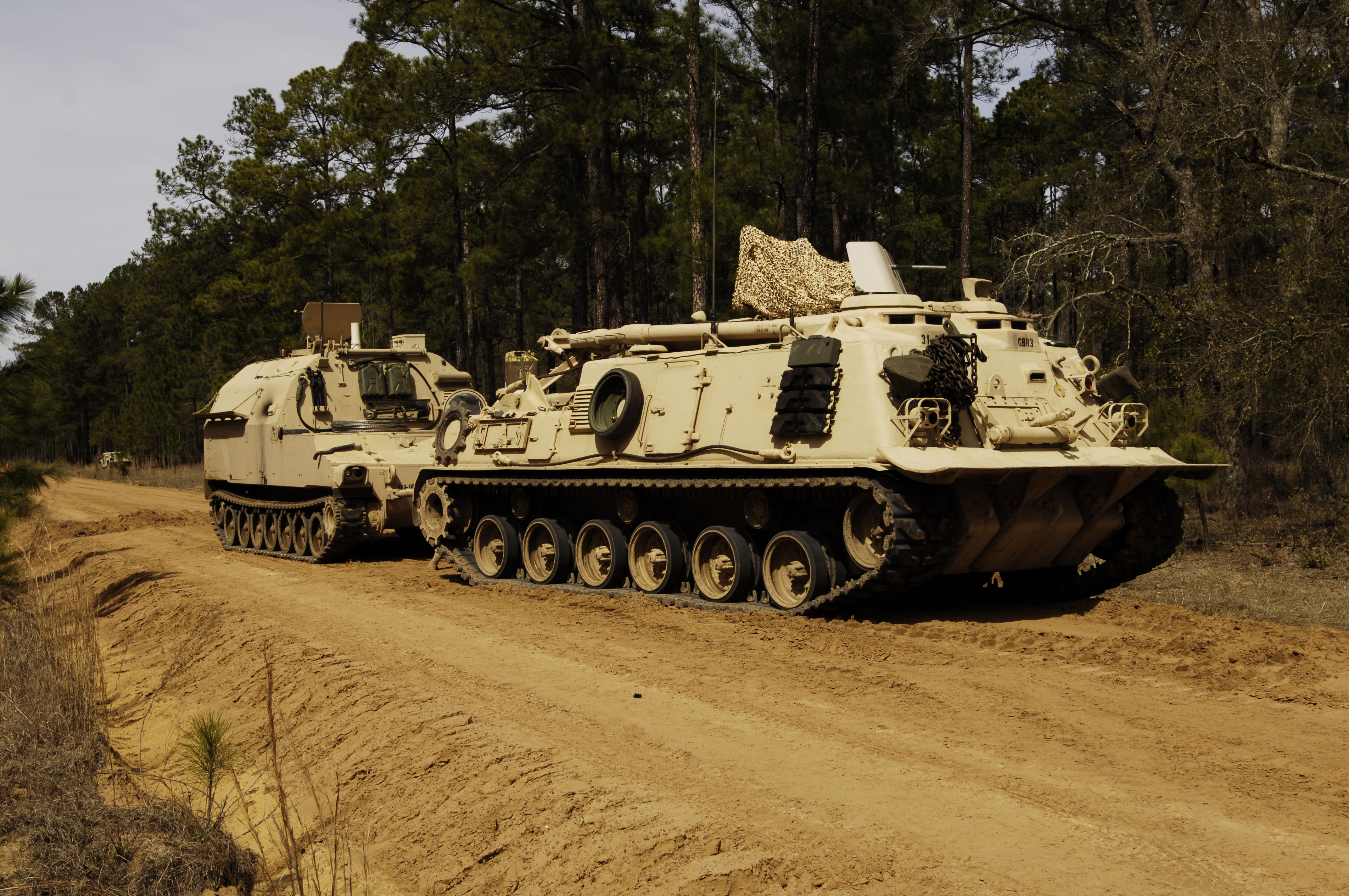
A gauche un M992, à droite un char de dépannage M88.
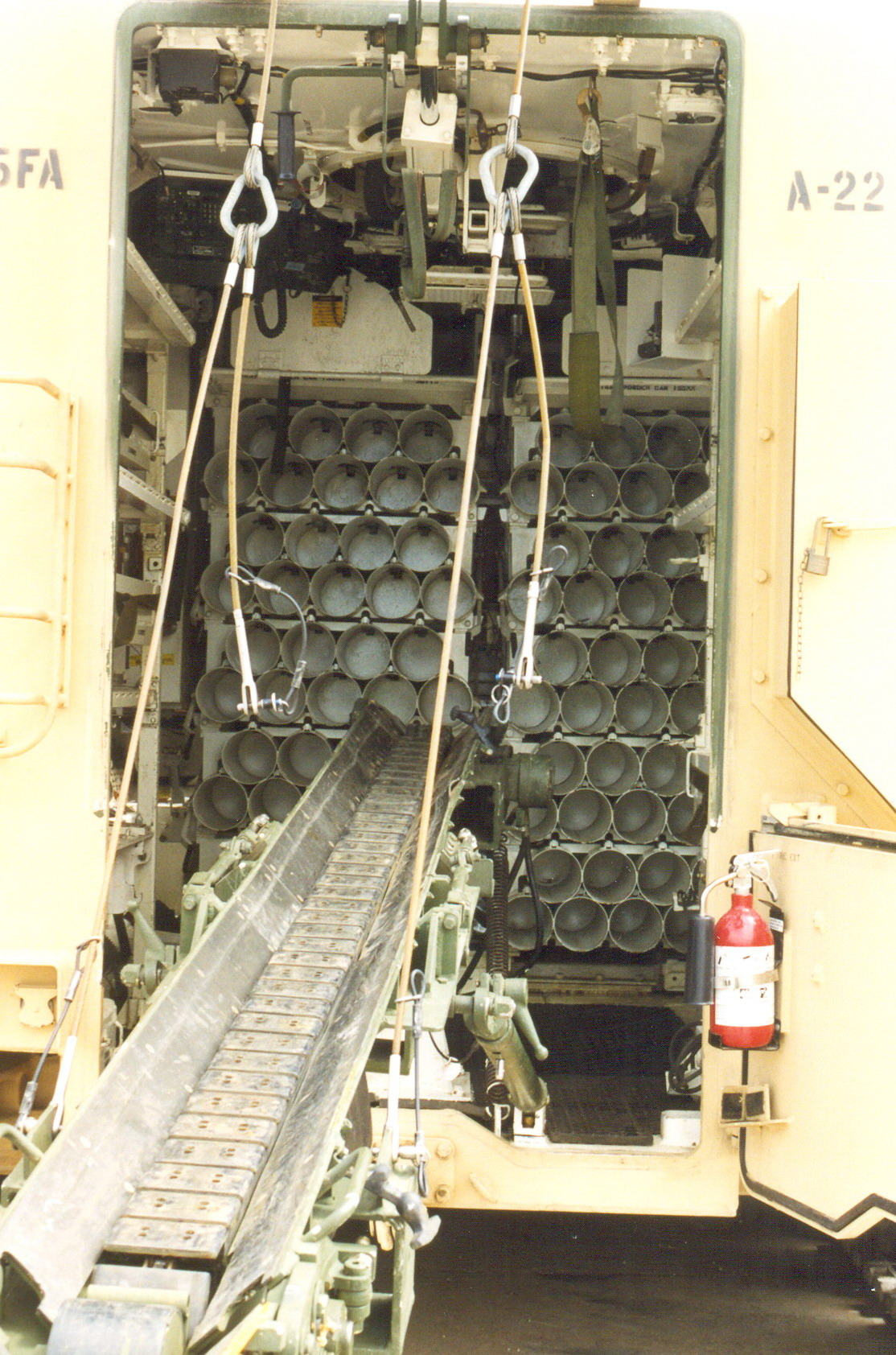
Arrière et intérieur du véhicule avec rayons de munitions
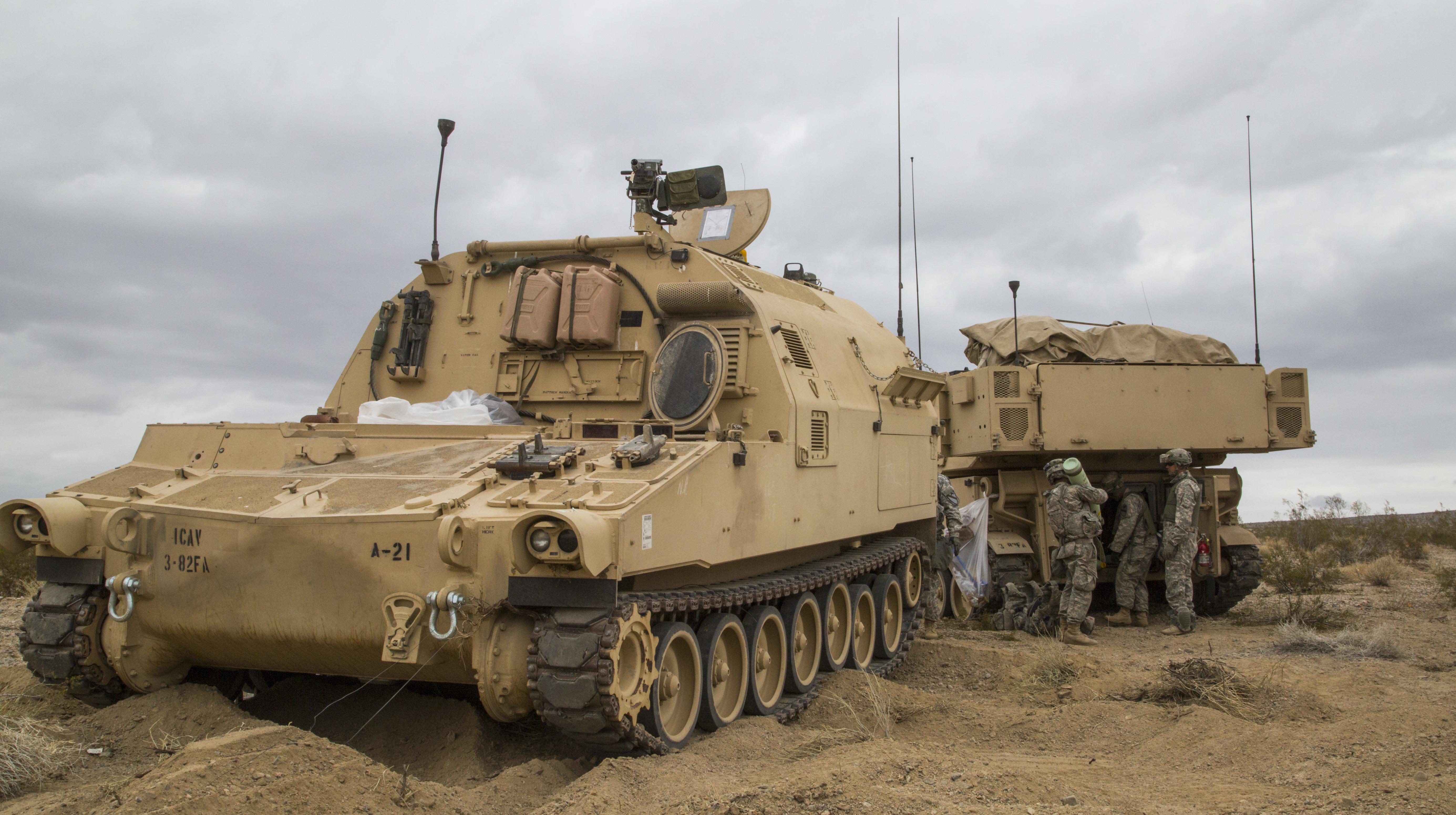
Tracteur d'artillerie M992 tête-bêche avec un canon automoteur